# Планетарен пръстен
Планетарен пръстен е образувание или система от образувания във формата на плосък диск около дадена планета, съставено от космически междупланетарен прах, лед и газове.
Съставът на планетарните пръстени може да бъде разнообразен: твърди силикатни материали, прах, газове. Големината на обектите също варира, като е възможно да има и скали с по-големи размери. Понякога в самите пръстени или в близост до тях се откриват и по-малки спътници, наречени спътници-овчари.
Първите открити пръстени на планета се пръстените на Сатурн през XVII век. Първи ги наблюдава Галилео Галилей през 1610 г., като поради ниското качество на използваната оптика по това време той е видял само „придатъци“ към страните на Сатурн. През 1655 г. Кристиан Хюйгенс използва по-съвършен телескоп от Галилей и установява, че това са пръстени около планетата.
Всички газови гиганти в Слънчевата система имат пръстени. Най-забележими са тези на Сатурн. Те могат да се наблюдават от земята с по-прости телескопи. Пръстените на Юпитер са тънки и са съставени предимно от прах. За планетата Уран се твърди, че тя имала спътник който се разбил в нея и нейният планетарен пръстен е образуван от неговите останки.